# درام بخار
درام بخار یک بخش استاندارد دیگ‌های بخار لوله‌آبی است. درام یک مخزن آب یا بخار در انتهای بالایی لوله‌های آب است. این تجهیز، بخار تولیدشده در لوله‌های آب را ذخیره می‌کند و به‌عنوان یک جداکننده فازی برای مخلوط بخار/آب عمل می‌کند. تفاوت میان چگالی آب سرد و گرم به تجمع آب گرمتر/و بخار اشباع‌شده در درام بخار کمک می‌کند.

نمودار شماتیک یک دیگ‌بخار لوله‌آبی از نوع دریایی - درام بخار را در بالا و درام تغذیه را در پایین ببینید

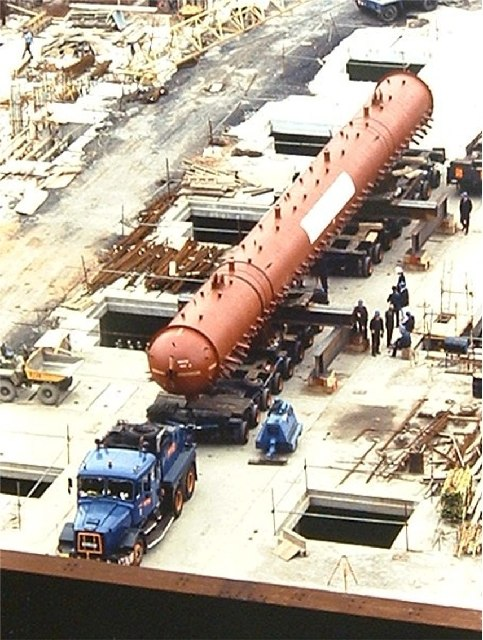
درام بخار بویلر نیروگاه